# 中国人民解放军陆军合成第一五一旅
合成第一五一旅（英語：151st Combined Arms Brigade），是中国人民解放军陆军第八十二集团军下辖的一个重型合成旅，驻地河北省保定市。

## 历史概述
该旅前身是1937年11月由八路军685团、686团的部分干部和686团的两个连队为骨干组建的343旅补充团，其“红3连”、“钢8连”可追溯至平江起义红5军13师特务连。随后编入國民革命軍第十八集團軍山东解放军第二师，北上东北，后改编为第一一三师第三三七团。
2017年机步第一一三师拆分出三三七团组成重型合成第一五一旅，即现有编制。

## 番号
有人认为，之所以组建该旅时将番号定为“一五一”，是为了纪念曾经于1948年11月曾短暂划归于第三十八军的第一五一师。
前第一五一师参加了平津战役、渡江战役、衡宝战役、广西战役和滇南战役。其中，在1949年底发起的广西战役中，一五一师是第三十八军的先头师。第一五一师于1951年2月改为一四二师，1952年4月又改为中国人民解放军公安第十一师。1955年6月被裁，除番号相同外与本旅并无任何关系。

## 沿革
参考资料：
| 部隊番號                         | 使用時期             |
| 前身                             | 前身                 |
| -------------------------------- | -------------------- |
| 八路军第三四三旅补充团           | 1937年11月-1942年4月 |
| 八路军滨海军区第四团             | 1942年4月-1945年8月  |
| 八路军山东军区第四团             | 1945年8月-1946年1月  |
| 东北民主联军第二十二旅第六十四团 | 1946年8月-1948年1月  |
| 东北民主联军第四团               | 1948年1月-1948年11月 |
| 中国人民解放军第三三七团         | 1948年11月-1960年3月 |
| 步兵第三三七团                   | 1960年3月-1969年3月  |
| 摩托化第三三七团                 | 1969年3月-1985年4月  |
| 摩托化步兵第三三七团             | 1985年4月-2003年10月 |
| 机械化步兵第三三七团             | 2003年10月-2017年4月 |
| 独立成旅                         |                      |
| 合成第一五一旅                   | 2017年4月至今        |

## 荣誉
- 红3连、钢8连：前中国工农红军第五军第十三师特务连，现为本旅某连